# Hadithen om pennan och pappret

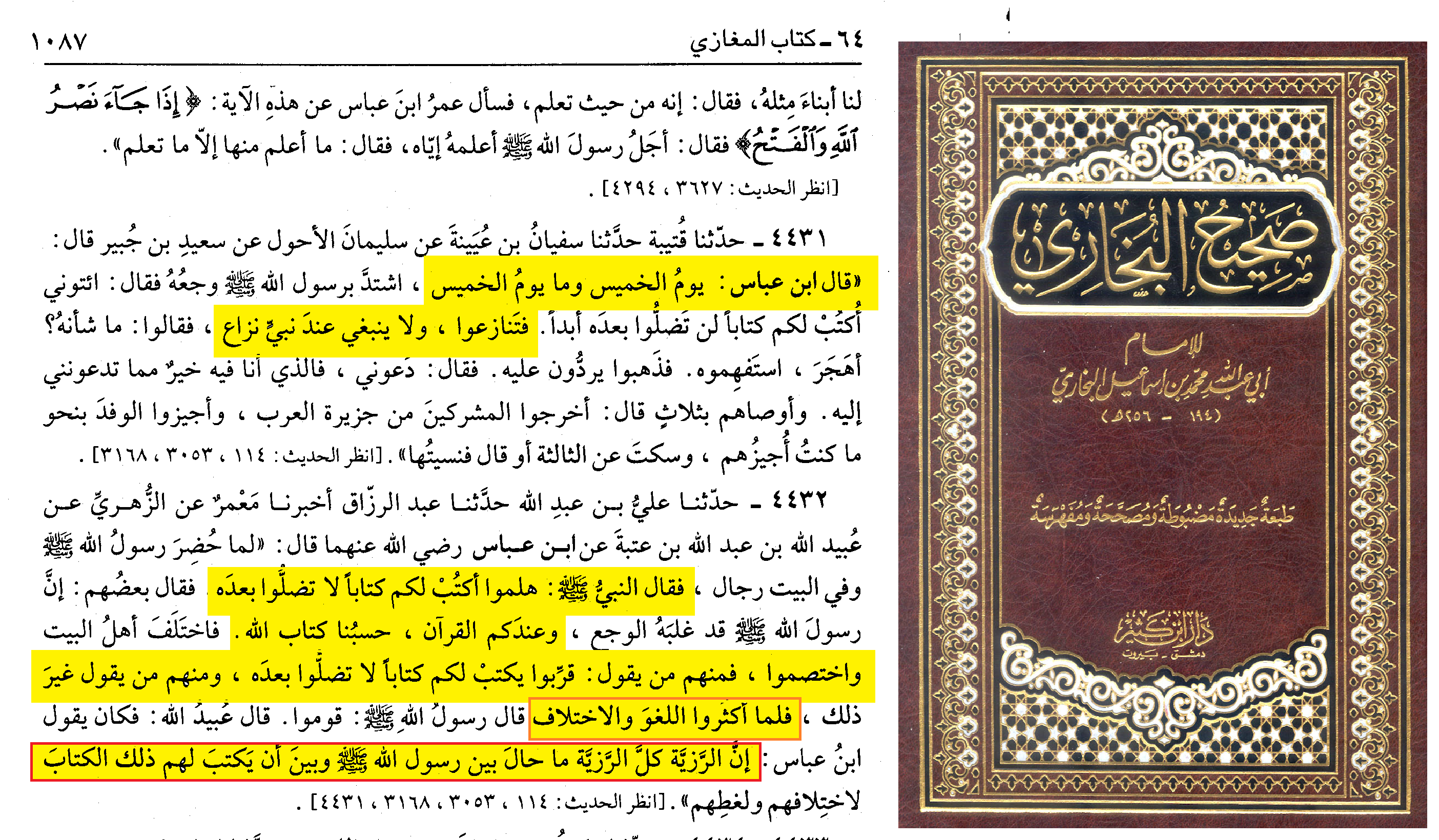
Hadithen på arabiska i Sahih al-Bukhari.

Hadithen om pennan och pappret (arabiska: حديث القلم والورقة) refererar till en händelse då den islamiske profeten Muhammed uttryckte en önskan att skriva ned någonting vägledande kort innan sin bortgång, men att han inte skrev ned det på grund av den dåliga atmosfären som uppstod när hans följeslagare började tvista framför honom gällande det. Hadithen är refererad i både shiitiska och sunnitiska traditioner, och händelsen har kallats för "en av de mest förfärliga incidenterna i islams historia."
Denna händelse kallas även för "Torsdagens katastrof" (arabiska: رزية الخميس).

## Sunnitiska källor

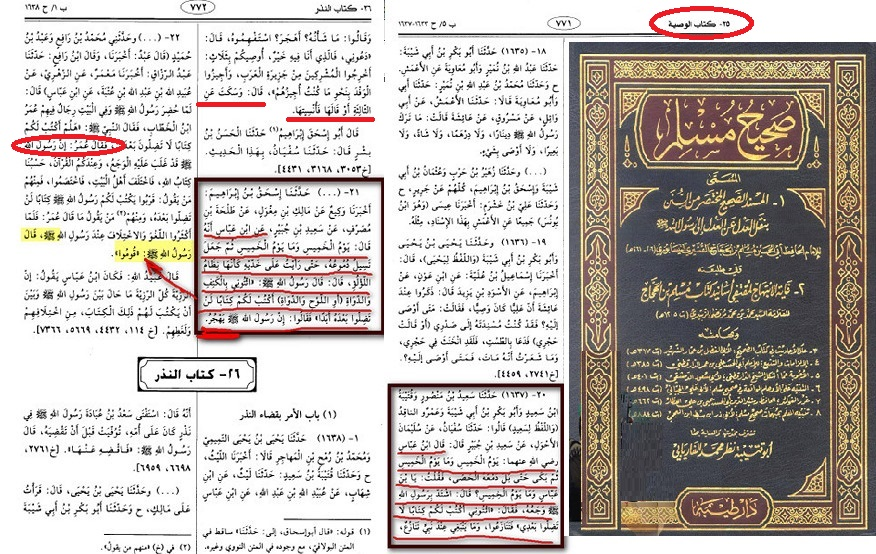
Hadithen på arabiska i Sahih Muslim.

I Sahih al-Bukhari har det återberättats från Ibn 'Abbas att när Muhammeds sjukdom blev värre sa Muhammed att han ville ha papper för att skriva ett utlåtande så att muslimerna inte skulle gå vilse. Men Umar sa att Muhammed är allvarligt sjuk och att de hade Guds Bok (Koranen) och att det räckte för dem. Muhammeds kompanjoner var oense om det och det blev stor kalabalik och oväsen. Då sa Muhammed att de skulle gå iväg (och lämna honom) då det inte passade sig att de bråkade framför honom.

## Shiitiska källor
Hadithen med penna och papper har berättats i vissa shiitiska källor, och Sulaym ibn Qays bok är en av dessa källor. I hadithen från Sulaym sägs det att efter att folket gått iväg, stannade några speciella följeslagare som Salman, Abu Dharr och Miqdad hos Muhammed tillsammans med Ali, och han förklarade Alis och hans ättlingars kalifat.
Det har argumenterats att Muhammeds val av frasen om att "inte gå vilse", tidigare har använts i hadith al-Thaqalayn. Detta anses visa för framtida generationer om vad Muhammed hade velat säga vid just detta tillfälle och vilken opposition han mötte gällande det. Umars opposition mot Muhammeds vilja har uttryckts vara av en förolämpande karaktär.

## Muhammeds läs- och skrivförmåga
Bland muslimska lärda finns det olika åsikter om ifall Muhammed kunde eller inte kunde skriva. Det finns flera återberättelser i både sunnitiska och shiitiska böcker som bekräftar att Muhammed både kunde läsa och skriva och även skrev vid flera tillfällen. Utöver det var det vanligt förr i tiden att regenter hade skribenter som skrev åt dem, detta stämmer även gällande Muhammed. Om regenter skrev brev och folk frågade vem som skrivit breven skulle man ha svarat att regenterna skrivit dem, inte deras skribenter. Eftersom det även finns återberättelser som säger att Muhammed inte skrev kan man dra slutsatsen att han inte skrev innan han offentligt meddelade sitt profetskap, men ibland skrev efter det. I Sahih Bukhari har det återberättats att Muhammed skrev vid ett tillfälle.
I Mohammed Knut Bernströms noter till vers 7:157 i Koranen nämns det att Muhammed varken kunde läsa eller skriva. I en svensk översättning av Koranen (7:157) står det att Muhammed var olärd (arabiska: الأُمِّيَّ), och det finns olika tolkningar om vad det betyder, men det står inte ordagrant att han varken kunde läsa eller skriva. I Shakirs engelska översättning har man valt att translitterera samma ord till ummi istället för att översätta det. I böckerna Ma'ani al-Akhbar och Bihar al-Anwar har det återberättats från Muhammad ibn Ali ibn Musa att Guds sändebud kunde läsa och skriva på 72 (eller så sa han 73) språk. Men om han också kunde läsa och skriva är det alldeles säkert att han inte kunde läsa vare sig judiska eller kristna skrifter på hebreiska, arameiska eller grekiska. Det har återberättats att Muhammed beordrade Zayd ibn Thabit att lära sig judarnas bok och att han sedan lärde Muhammed den. Det har även återberättats att Guds sändebud beordrade Zayd att lära sig syriska. Men den kända åsikten är att judarnas bok är på hebreiska, och därmed är det sannolikt att Zayd även lärde sig hebreiska.